# DSA-551
La DSA-551 es una carretera perteneciente a la Red Secundaria de la Diputación Provincial de Salamanca que une las carreteras CL-517 y SA-315.
También pasa por las localidades de Espadaña, Brincones, y Ahigal de Villarino.

## Recorrido
La carretera DSA-551 tiene su origen en Villar de Peralonso en la intersección con la carretera CL-517, y termina en Ahigal de Villarino en la intersección con la carretera SA-315 formando parte de la Red de carreteras de Salamanca.
| Villar de Peralonso (Intersección con ) - Ahigal de Villarino (Intersección con ) | Villar de Peralonso (Intersección con ) - Ahigal de Villarino (Intersección con ) | Villar de Peralonso (Intersección con ) - Ahigal de Villarino (Intersección con ) | Villar de Peralonso (Intersección con ) - Ahigal de Villarino (Intersección con ) | Villar de Peralonso (Intersección con ) - Ahigal de Villarino (Intersección con ) | Villar de Peralonso (Intersección con ) - Ahigal de Villarino (Intersección con ) | Villar de Peralonso (Intersección con ) - Ahigal de Villarino (Intersección con ) | Villar de Peralonso (Intersección con ) - Ahigal de Villarino (Intersección con ) | Villar de Peralonso (Intersección con ) - Ahigal de Villarino (Intersección con ) | Villar de Peralonso (Intersección con ) - Ahigal de Villarino (Intersección con ) | Villar de Peralonso (Intersección con ) - Ahigal de Villarino (Intersección con ) |
| Esquema                                                                           | PK                                                                                | Sentido Ahigal de Villarino                                                       | Sentido Ahigal de Villarino                                                       | Sentido Ahigal de Villarino                                                       | Sentido Ahigal de Villarino                                                       | Sentido Villar de Peralonso                                                       | Sentido Villar de Peralonso                                                       | Sentido Villar de Peralonso                                                       | Sentido Villar de Peralonso                                                       | Incidencias                                                                       |
| Esquema                                                                           | PK                                                                                | Velocidad                                                                         | Elemento                                                                          | Salida                                                                            | Salida                                                                            | Salida                                                                            | Salida                                                                            | Elemento                                                                          | Velocidad                                                                         | Incidencias                                                                       |
| Esquema                                                                           | PK                                                                                | Velocidad                                                                         | Elemento                                                                          | Dir.                                                                              | Nombre                                                                            | Nombre                                                                            | Dir.                                                                              | Elemento                                                                          | Velocidad                                                                         | Incidencias                                                                       |
| --------------------------------------------------------------------------------- | --------------------------------------------------------------------------------- | --------------------------------------------------------------------------------- | --------------------------------------------------------------------------------- | --------------------------------------------------------------------------------- | --------------------------------------------------------------------------------- | --------------------------------------------------------------------------------- | --------------------------------------------------------------------------------- | --------------------------------------------------------------------------------- | --------------------------------------------------------------------------------- | --------------------------------------------------------------------------------- |
|                                                                                   | 0,0                                                                               |                                                                                   |                                                                                   | Villar de Peralonso(sur) Vitigudino                                               | Villar de Peralonso(sur) Vitigudino                                               | Villar de Peralonso(sur) Vitigudino                                               |                                                                                   |                                                                                   |                                                                                   |                                                                                   |
| Villaseco de los Gamitos Salamanca                                                | 0,0                                                                               |                                                                                   |                                                                                   |                                                                                   |                                                                                   |                                                                                   |                                                                                   |                                                                                   |                                                                                   |                                                                                   |
|                                                                                   | 0,5                                                                               |                                                                                   |                                                                                   |                                                                                   | Tremedal de Tormes                                                                | Tremedal de Tormes                                                                |                                                                                   |                                                                                   |                                                                                   |                                                                                   |
|                                                                                   | 0,5                                                                               | Villar de Peralonso(este)                                                         |                                                                                   |                                                                                   |                                                                                   |                                                                                   |                                                                                   |                                                                                   |                                                                                   |                                                                                   |
|                                                                                   | 1,4                                                                               |                                                                                   |                                                                                   |                                                                                   | Pedernal                                                                          | Pedernal                                                                          |                                                                                   |                                                                                   |                                                                                   |                                                                                   |
|                                                                                   | 1,4                                                                               | Villar de Peralonso(norte)                                                        |                                                                                   |                                                                                   |                                                                                   |                                                                                   |                                                                                   |                                                                                   |                                                                                   |                                                                                   |
|                                                                                   | 1,5                                                                               |                                                                                   |                                                                                   |                                                                                   |                                                                                   | Villar de Peralonso(oeste)                                                        | Villar de Peralonso(oeste)                                                        |                                                                                   |                                                                                   |                                                                                   |
|                                                                                   | 7,1                                                                               |                                                                                   |                                                                                   | ESPADAÑA                                                                          | ESPADAÑA                                                                          | ESPADAÑA                                                                          | ESPADAÑA                                                                          |                                                                                   |                                                                                   |                                                                                   |
|                                                                                   | 7,5                                                                               |                                                                                   |                                                                                   | ESPADAÑA                                                                          | ESPADAÑA                                                                          | ESPADAÑA                                                                          | ESPADAÑA                                                                          |                                                                                   |                                                                                   |                                                                                   |
|                                                                                   | 11,4                                                                              |                                                                                   |                                                                                   |                                                                                   | Puertas Villaseco de los Reyes                                                    | Puertas Villaseco de los Reyes                                                    |                                                                                   |                                                                                   |                                                                                   |                                                                                   |
|                                                                                   | 11,4                                                                              | Villargordo Villarmuerto                                                          |                                                                                   |                                                                                   |                                                                                   |                                                                                   |                                                                                   |                                                                                   |                                                                                   |                                                                                   |
|                                                                                   | 15,4                                                                              |                                                                                   |                                                                                   | BRINCONES                                                                         | BRINCONES                                                                         | BRINCONES                                                                         | BRINCONES                                                                         |                                                                                   |                                                                                   |                                                                                   |
|                                                                                   | 15,8                                                                              |                                                                                   |                                                                                   | Iruelos El Manzano                                                                | Iruelos El Manzano                                                                | Iruelos El Manzano                                                                | Iruelos El Manzano                                                                |                                                                                   |                                                                                   |                                                                                   |
|                                                                                   | 16,1                                                                              |                                                                                   |                                                                                   | BRINCONES                                                                         | BRINCONES                                                                         | BRINCONES                                                                         | BRINCONES                                                                         |                                                                                   |                                                                                   |                                                                                   |
|                                                                                   | 21,3                                                                              |                                                                                   |                                                                                   | Rivera de Ahigal de Villarino                                                     | Rivera de Ahigal de Villarino                                                     | Rivera de Ahigal de Villarino                                                     | Rivera de Ahigal de Villarino                                                     |                                                                                   |                                                                                   |                                                                                   |
|                                                                                   | 21,4                                                                              |                                                                                   |                                                                                   | AHIGAL DE VILLARINO                                                               | AHIGAL DE VILLARINO                                                               | AHIGAL DE VILLARINO                                                               | AHIGAL DE VILLARINO                                                               |                                                                                   |                                                                                   |                                                                                   |
|                                                                                   | 22,0                                                                              |                                                                                   |                                                                                   | AHIGAL DE VILLARINO                                                               | AHIGAL DE VILLARINO                                                               | AHIGAL DE VILLARINO                                                               | AHIGAL DE VILLARINO                                                               |                                                                                   |                                                                                   |                                                                                   |
|                                                                                   | 22,270                                                                            |                                                                                   |                                                                                   |                                                                                   | Vitigudino                                                                        | Vitigudino                                                                        | Vitigudino                                                                        |                                                                                   |                                                                                   |                                                                                   |
|                                                                                   | 22,270                                                                            | Trabanca Zamora                                                                   |                                                                                   |                                                                                   |                                                                                   |                                                                                   |                                                                                   |                                                                                   |                                                                                   |                                                                                   |